# Hadena clara
Hadena clara är en fjärilsart som beskrevs av Otto Staudinger 1902. Hadena clara ingår i släktet Hadena och familjen nattflyn. Inga underarter finns listade i Catalogue of Life.